# Ivan Toms
Ivan Peter Toms, né le 11 juillet 1952  et mort le 25 mars 2008, est un médecin sud-africain militant anti-apartheid et anti- conscription. Opposant à la conscription imposée par les Forces de défense sud-africaines, il cofonde la campagne pour la fin de la conscription (End Conscription Campaign). Il dirige une clinique dans le bidonville de Crossroads, où il est le seul médecin pour 60 000 habitants. En 1985, il entame une grève de la faim pour s'indigner contre la décision du gouvernement de raser ce quartier-là.  
Toms s'implique aussi dans la lutte des droits des homosexuels en Afrique du Sud et fait partie des membres fondateurs de l’organisation Lesbians and Gays Against Oppression. Avant sa mort en 2008, Toms occupe le poste de directeur de la santé de la ville du Cap, en Afrique du Sud. 

## Jeunesse et éducation
Ivan Toms nait à Johannesburg le  11 juillet 1952 Il fréquente le lycée Glenwood à Durban de 1965 à 1969 où il devient préfet adjoint et capitaine de la deuxième équipe de rugby. 
Toms étudie, ensuite la médecine à l'Université du Cap (UCT). Il participe à une manifestation contre le système éducatif bantou, au cours de laquelle il est bastonné à coups de matraque par la police jusqu'à avoir des fractures au nez. 
Il obtient son diplôme de médecine (MB ChB) à l’UCT en 1976. Ivan Toms effectue son internat à l’hôpital de Kimberley,.  Par la suite, il acquiert une licence en théologie.

## Militantisme
Toms rejoint le service national au sein des Forces de défense sud-africaines (SADF) en 1978, en tant que médecin non combattant. Tout en s'opposant aux objectifs des SADF, il refuse de s'exiler. Il passe la majeure partie de ses six mois de service en tant que médecin au Sud-Ouest africain (actuelle Namibie), alors administrée par l'Afrique du Sud.
À son retour au Cap, Toms est sollicité par l’Assemblée chrétienne des dirigeants sud-africains (South African Christian Leadership Assembly) pour mettre en place une clinique médicale dans le camp de squatters de Crossroads, situé à environ 15 km de la ville, dans la région des Cape Flats. 
Il est le seul médecin à s’occuper de la population de Crossroads, comptant à l'époque environ 60 000 personnes. En septembre 1983, Toms est témoin d’une confrontation de trois semaines entre la communauté de Crossroads et les forces de police et de sécurité sud-africaines en mission pour démolir des bâtiments jugés « illégaux » dans le campement. 
En voyant la violence et la brutalité de cette intervention, Toms devient hostile au service des  SADF, même en tant que non-combattant. Il rend publiques ses opinions contre cette violence, devenant l’un des membres fondateurs de la Campagne pour la fin de la conscription (ECC) tout comme Nan Cross en 1983,. 
Dans le cadre de la campagne « Jeûne pour une paix juste », (Fast for a Just Peace), Toms entame une grève de la faim de trois semaines en février 1985 pour protester contre la décision du gouvernement de raser le bidonville de Crossroads,. 
La destruction de Crossroads conduit à des violences et la mort de plusieurs personnes lors  de la résistance de résistane à la démolition. Pendant sa grève de la faim, Toms déclare  : « En tant que chrétien, je suis obligé de dire non, de dire que je ne remettrai plus jamais cet uniforme de la SADF. ».
Les Forces de défense sud-africaines (SADF)  prennent officiellement le contrôle de la clinique de santé de Toms en 1986. En juillet 1987, Toms défie les SADF en refusant de rejoindre un camp de conscription pour un mois de service obligatoire. 
En 1988, il est condamné à 21 mois de prison pour  sa  désobéissance  et purge neuf mois à la prison de Pollsmoor,. 
Toms s'investit, ensuite, dans la lutte pour les droits des homosexuels en Afrique du Sud. Il  est l’un des membres fondateurs de l’organisation Lesbiennes et Gays contre l'oppression (LAGO) créée en 1987. Il s'échappe à plusieurs attaques homophobes de la part de ses détracteurs.

## Post-apartheid
En 1991, à la fin de l’ère de l'apartheid, Toms devient coordinateur national du Réseau national de soins de santé primaires progressistes, qui a développé des programmes de santé dans les quartiers informels. 
Le virus du SIDA commence à se propager en Afrique du Sud. Toms, en tant que coordinateur national, met en œuvre une série de programmes pour lutter contre la propagation du VIH et du sida dans le pays.
Il est considéré comme un pionnier dans la promotion de l’utilisation des antirétroviraux pour combattre la maladie. En 1993, il devient directeur de l’Organisation des centres de santé et de bien-être des étudiants, une ONG qui gère des cliniques médicales mobiles animées par des étudiants dans les zones défavorisées. 
Il continue à travailler pour des œuvres de bienfaisance non gouvernementales jusqu'en 1996, date à laquelle il est devenu directeur de la santé de la ville du Cap. Il est nommé directeur exécutif du département de la santé de la ville du Cap en 2002. 
Le président sud-africain Thabo Mbeki a décerné à Ivan Toms l'Ordre du Baobab en bronze en 2006 pour sa position contre l'apartheid et pour les services publics qu’il a rendus aux Sud-Africains dans le besoin. 

## Décès et réactions
Ivan Toms meurt d’une une méningite à méningocoque à son domicile de Mowbray, le 25 mars 2008, à l’âge de 55 ans,. Il a été honoré par d’importantes figures politiques sud-africaines, notamment l’archevêque émérite Desmond Tutu et la maire du Cap, Helen Zille. 
L’archevêque Tutu s’est dit « dévasté » par la nouvelle de la mort de Toms et lui a rendu hommage en déclarant : « Je rends grâce à Dieu de l’avoir connu. Le connaître rend fier. C’est un exemple parfait de quelqu’un qui possédait l’ubuntu. Il était totalement désintéressé. »
Ses funérailles, auxquelles ont assisté des centaines de personnes, dont l’archevêque Tutu, ont eu lieu à la la cathédrale Saint-Georges du Cap.
.

## Note et Références

### Note
- (en) Cet article est partiellement ou en totalité issu de l’article de Wikipédia en anglais intitulé « Ivan Toms » (voir la liste des auteurs).